# Phelister riehli
Phelister riehli är en skalbaggsart som beskrevs av Sylvain Auguste de Marseul 1862. Phelister riehli ingår i släktet Phelister och familjen stumpbaggar. Inga underarter finns listade i Catalogue of Life.